# Moonlight Drive
«Moonlight Drive» es un tema escrito por Jim Morrison en forma de poema, incluido en su segundo álbum de estudio Strange Days (1967).

## Historia
Según la biografía de Jim Morrison, No One Here Gets Out Alive  "Moolight Drive" fue un tema fundamental en el nacimiento de The Doors. 
Durante un encuentro casual entre Morrison y Ray Manzarek en 1965 en Vennice Beach, Los Ángeles, él le cantó a Manzarek el poema que incluye la letra, y le encantó tanto que le sugirió de inmediato que se uniera a su banda de surf rock Rick & The Ravens, integrada por él y sus hermanos Rick y Jim Manzarek. Sin embargo, Morrison ya tenía elegido un nuevo nombre para la banda y el cual sería definitivo: "The Doors" bajo otro concepto musical. La agrupación se conmpletó con John Densmore y finalmente con Robby Krieger ante la salida de los citados hermanos y otros miembros. La canción fue grabada con esta formación ese mismo año junto con otras cinco en un demo para los Aura Records. 
"Moonlight Drive" no se incluyó en el álbum debut del grupo The Doors de 1967, debido a que sus miembros no están conformes con la versión inicial. Así que la pieza fue regrabada para ser incluida en el segundo álbum de The Doors Strange Days del mismo año, y posteriormente aparecería con una versión editada de 2:16 minutos como lado B del sencillo "Love Me Two Times".
La letra del tema es una romántica obra escrita por Jim, con un "inesperado final". Entre otras cosas, es notable por el uso extensivo del slide guitar de Robby Krieger. Doug Lubahn, un colaborador habitual de la banda, grabó la línea del bajo, mientras que Paul Beaver utilizó un sintetizador moog para incluir algunos efectos de sonido inusuales.
En 1983, se lanzó una versión en vivo y particularmente extensa (hasta entonces inédita) de "Moonlight Drive'" como lado B del sencillo "Gloria" y fue incluida en el álbum Alive, She Cried.
- Datos: Q2551670